# Skalky (szczyt w grupie górskiej Skalky)
Skalky (778 m n.p.m.) – szczyt w Sulowskich Wierchach na Słowacji, a dokładniej w ich wschodniej części zwanej Skalky.
Skalky znajdują się w południowym grzbiecie masywu Skałek pomiędzy szczytami Grúň i Biela skala. Ich południowy stok tworzy zbocza doliny Svinianka z zabudowaniami miejscowości Lietavská Svinná – Babkov, stok południowy opada do Rajčanki i miasta Rajecké Teplice. Obydwa są porośnięte lasem. Z niżej położonych, bezleśnych terenów widoczne są jednak sąsiednie wzniesienia Sulowskich Wierchów, Zamek Lietava i pobliska Kotlina Rajecka. Na południowo-wschodnim podgórzu znajduje się kilka skalnych punktów widokowych z widokiem na Rajecké Teplice.
Na północno-zachodnich stokach nad wsią Lietavská Svinná znajduje się ośrodek narciarski. Dzięki oznakowanym szlakom turystycznym Skalky są dostępne z wszystkich otaczających je miejscowości.
  Lietavská Svinná – Babkov – Skalky – Skalky, hrebeň – Rajecké Teplice
  Rajecké Teplice – Skalky, hrebeň – Dolna hora – Chaty pod Slnečnẏmi skalami – Lietavská Lúčka, ACHP. Odległość 9,5 km, suma podejść 540 m, suma zejść 590 n, czas przejścia 3:05 godz..